# Goshen (Alabama)
Goshen és una població dels Estats Units a l'estat d'Alabama. Segons el cens del 2000 tenia 300 habitants.

## Demografia
Segons el cens del 2000, Goshen tenia 300 habitants, 138 habitatges, i 85 famílies. La densitat de població era de 46,1 habitants/km².
Dels 138 habitatges en un 23,2% hi vivien nens de menys de 18 anys, en un 47,8% hi vivien parelles casades, en un 8,7% dones solteres, i en un 38,4% no eren unitats familiars. En el 37% dels habitatges hi vivien persones soles el 18,8% de les quals corresponia a persones de 65 anys o més que vivien soles. El nombre mitjà de persones vivint en cada habitatge era de 2,17 i el nombre mitjà de persones que vivien en cada família era de 2,86.
Per edats la població es repartia de la següent manera: un 23,3% tenia menys de 18 anys, un 5% entre 18 i 24, un 23,3% entre 25 i 44, un 26,3% de 45 a 60 i un 22% 65 anys o més.
L'edat mediana era de 44 anys. Per cada 100 dones hi havia 89,9 homes. Per cada 100 dones de 18 o més anys hi havia 88,5 homes.
La renda mediana per habitatge era de 24.219 $ i la renda mediana per família de 28.393 $. Els homes tenien una renda mediana de 22.969 $ mentre que les dones 15.000 $. La renda per capita de la població era de 13.664 $. Aproximadament el 17,2% de les famílies i el 23,7% de la població estaven per davall del llindar de pobresa.

## Poblacions més properes
El següent diagrama mostra les poblacions més properes.